# Рамсеснахт
Рамсеснахт (Rˁ-msj-s-nˁht) — верховный жрец Амона 1155—1125 гг. до н. э.

## Биография
Сын писца Мерибаста. Был братом Усермаатренакта, был преемником последнего.
В 1155 году до н. э. получил должность верховного жреца Амона, во время правления Рамсеса IV.
Руководил экспедицией в каменоломню Вади-Хаммамат. 900 участников экспедиции скончались во время похода, обеспечившего Египет запасом золота и галенита.
Получил любовь среди жителей Фив.
Из-за междоусобиц того времени служил при пяти фараонах (с правления Рамсеса IV до правления Рамсеса IX).
Похоронен в Дра-Абу-эль-Нага.

## Семья
Был супругом Аджедет-Аат, знатной египтянки и отцом верховных жрецов Амона Несуамона и Аменхотепа.